# 李昢
李昢（韩语：이불；1964年出生）是一位韩国艺术家，其创作媒介多种多样，包括表演、雕塑、裝置藝術、建筑和媒体艺术。其作品涉及建筑、技术、性别、历史和记忆等主题。李昢在首尔生活和工作。

## 生平
李昢于1964年1月25日生于韓國慶尚北道荣州市。其父母都是左翼政治運動家。在朴正熙执政期间，她便亲眼目睹了韩国社会的剧变，她和家人也曾多次背井离乡，辗转搬迁。 
李昢于 1987 年在首尔弘益大学获得雕塑学士学位 ，同年起从开始以社会批判和女性主义为主题的作品吸引了美术界的关注。